# Love Fiction
Love Fiction (러브 픽션?, Leobeu piksieonLR) è un film del 2012 scritto e diretto da Jeon Kye-soo.

## Trama
Goo Joo-wol si innamora della bella Lee Hee-jin, salvo scoprire a poco a poco che la ragazza ha avuto con l'altro sesso una storia a dir poco "complicata".